# Collection of tamuranaomi
『Collection of tamuranaomi』（コレクション・オブ・たむらなおみ）は、田村直美のベスト・アルバム。

## 概要
アルバム『CRISIS』『Rockfield willow』から選曲された楽曲およびライブで披露した既存の楽曲を収録した。

## 収録曲
1. Twister
作詞：KAPI・田村直美　作曲：田村直美・ichiro　編曲：ichiro
2. The piece of peace
作詞：田村直美　作曲：田村直美・角田崇徳　編曲：角田崇徳
3. We're going to move on
作詞：田村直美　作曲：田村直美・ichiro　編曲：須貝幸生
4. HOME
作詞・作曲・編曲：田村直美
5. Everybody run on a bumpy road
作詞：田村直美　作曲：田村直美・ichiro　編曲：ichoro
6. ハバネロ激辛の旅
作詞：田村直美　作曲：田村直美・角田崇徳
7. 君に贈るLove letter
作詞：田村直美　作曲：田村直美・角田崇徳
8. Inner Silence
作詞：田村直美　作曲：田村直美・角田崇徳
9. Starry Heavens
作詞：田村直美　作曲：田村直美・角田崇徳
10. Mother ship (Cathedral Mix)
作詞：田村直美　作曲：田村直美・角田崇徳
11. Realize (live ver. 2002)
作詞・作曲：田村直美
12. 永遠の一秒 (live ver. 2004)
作詞：田村直美　作曲：田村直美・石川寛門
13. 光と影を抱きしめたまま (Live ver. 2008)
作詞：田村直美　作曲：田村直美・石川寛門
14. Hello again (Live ver. 2008)
作詞：田村直美　作曲：重永亮介